# Mosquée Arap
La mosquée des Arabes (Arap Camii, en turc) est une mosquée située à Istanbul, dans le district de Beyoğlu. Construit sur la base d'une église dédiée à saint Paul et saint Dominique et bien qu'ayant été endommagé pendant la période ottomane, l'édifice est un des fleurons de l'art gothique de Constantinople.

## Situation
La mosquée ainsi que le quartier constitué d'échoppes d'artisans qui l'entoure, se trouvent dans le district de Beyoğlu, plus précisément dans le quartier actuel de Karakoÿ (autrefois Galata ou Pera), non loin des rives nord de la Corne d'Or, sur le Galata Mahkemesi Sokak.

## Histoire
Au VIe siècle, une église byzantine dédiée à sainte Irène est construite sur le site. Aujourd'hui, seul un morceau de mur peut être rattaché à cette période. Selon la légende traditionnelle, la mosquée aurait été construite pendant le siège arabe de 717-718 par Maslama, un commandant du calife Umar ibn Abdulaziz, qui aurait occupé Galata pendant sept ans.
En 1233, après la quatrième croisade et la domination franque, l'ancienne église fait place à un nouvel édifice dédié à saint Paul et confié aux Dominicains. Une pierre tombale découverte dans l'église semble indiquer que l'édifice est ouvert au culte avant 1260. En 1299, le frère dominicain Guillaume Bernard de Séverac acquiert un bâtiment à proximité de l'église. Il y établit un monastère qui accueille douze moines. En 1307, l'empereur byzantin Andronic II Paléologue déplace les Dominicains dans le quartier de Pera, alors sous le contrôle des Génois.
L'église alors dédiée à saint Paul est reconstruite en 1325. Elle est alors officiellement dédiée à saint Dominique mais les usages locaux maintiennent l'ancienne appellation. En 1407, le pape Grégoire XII accorde des indulgences aux visiteurs du monastères de saint Paul afin d'assurer l'entretien de l'église.

## Période ottomane
Après la chute de Constantinople et selon le traité entre l'Empire ottoman et la république de Gênes, l'église alors appelée Mesa Domenico par les Turcs, reste aux mains des Génois. Entre 1475 et 1478, après de petites modifications, l'église est transformée en mosquée par le sultan ottoman Mehmed II et devient la Mosquée de Galata (Galata Camii), aussi connue sous le nom de Grande mosquée (Camikebir). Les frères sont déplacés au monastère de Saint-Pierre de Galata en 1476 alors que les objets du culte sont déjà retournés à Gênes et les archives à Caffa. Jusqu'à la fin du siècle, le sultan Bayezid II confie la construction aux Arabes d'Espagne, chassés par l'Inquisition. Ils lui donnent son nom actuel Arap Cami, la « mosquée des Arabes ». Le sultan Mehmed III fait procéder à des réparations. À la fin du XVIIe siècle, les boutiques qui flanquent la mosquée sont détruites pour supprimer les bruits qui troublent les fidèles en prière.
Le quartier de Galata est ravagé par le grand incendie de 1731 mais il faut attendre 1734-1735 pour que Saliha Sultan, mère du sultan Mahmud Ier, entreprenne la rénovation de l'édifice : les fenêtres de style gothique du portail sont remplacées par des fenêtres de style ottoman. La mosquée subit un autre incendie en 1808. Au milieu du XIXe siècle, Adile Sultan, la fille de Mahmoud II fait réparer une nouvelle fois la mosquée et, en 1868, fait ajouter un şadırvan dans la cour, fontaine qui sert aux ablutions avant la prière.
Entre 1913 et 1919, Giridli Hasan Bey fait de nouveau restaurer l'édifice. Pendant le remplacement du sol en bois sont retrouvées des pierres tombales datant de l'époque génoise, allant de la première moitié du XIVe siècle au milieu du XVe siècle. Elles sont désormais exposées au musée archéologique d'Istanbul.

## Architecture

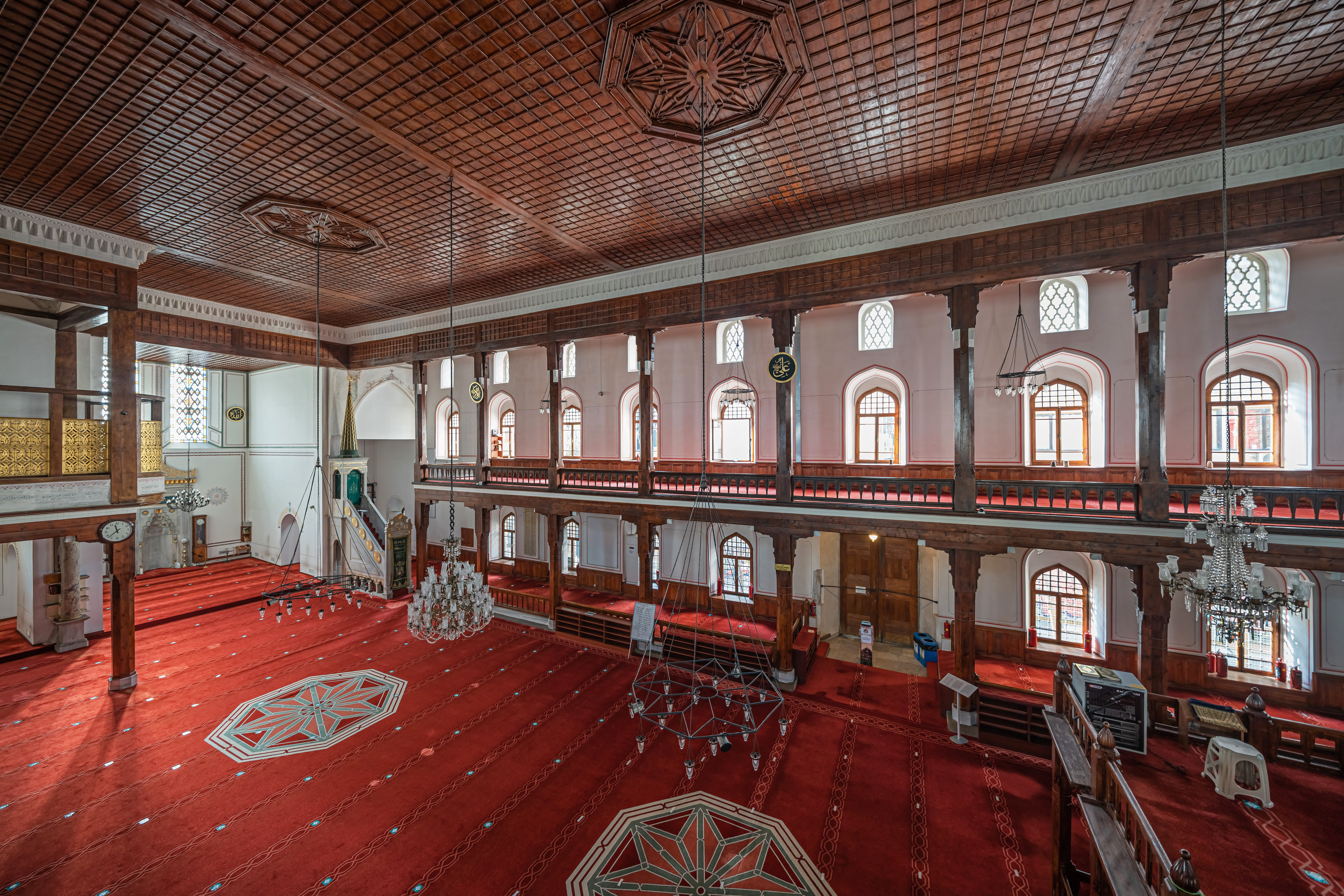
L'intérieur

Bâtie sur le modèle des édifices des ordres mendiants italiens, le plan se compose de trois nefs rectangulaires et d'un sanctuaire carré recouvert de voûtes aux arêtes nervurées.
Le portail de style gothique, les fenêtres en ogive et le clocher imposant (transformé en minaret par l'ajout d'un toit conique) se distinguent des autres églises byzantines de la ville. L'appareil est un mélange de rangs de briques locales et de pierres de taille.
Il se peut que la nef située au nord-est ait été flanquée d'une série de chapelles, chacune d'entre elles appartenant à une famille génoise. Une des chapelles était dédiée à la Vierge Marie et une autre à saint Nicolas. Dans son ensemble, l'édifice rappelle les églises de Chieri (Piémont) et Finale Ligure (Ligurie) en Italie.
Le toit plat est construit en bois ainsi que les galeries qui datent de la restauration de 1913-1919. C'est à ce moment-là que la hauteur du bâtiment est réduite et qu'on met au jour les pierres tombales d'époque génoise. Des enduits peints sont également découverts à proximité du mirhab mais sont à nouveau recouverts.
Dans le passage sous le minaret, on peut observer des moulures ainsi que des fragments de pierre armoriée qui étaient autrefois situés le long du mur. Sur le côté nord se trouve une cour et son şadırvan, la fontaine aux ablutions.
Aujourd'hui, la mosquée Arap est la plus grande mosquée de Galata et probablement l'une des plus intéressantes d'Istanbul, témoin d'une influence du premier gothique italien, notamment avec son clocher sobrement transformé en minaret.

## Sources
- (en) Cet article est partiellement ou en totalité issu de l’article de Wikipédia en anglais intitulé « Arap Mosque » (voir la liste des auteurs).